# Кнорринг, Владимир Романович
Владимир Романович Кнорринг (фон Кнорринг) (1861—1938) — генерал-лейтенант, из дворян Эстляндской губернии, барон.

## Биография
Родился 9 (21) сентября 1861 года. Вероисповедание православное. Происходил из дворян Эстляндской губернии. Сын генерал-адъютанта Романа Ивановича Кнорринга и Юлии Андреевны (урождённой Резановой), брат генерал-майора Андрея Романовича Кнорринга (1862—1918).
С 1873 года воспитывался в Пажеском корпусе. 7 (19) августа 1882 года из камер-пажей произведён в корнеты Кавалергардского полка.
В 1888 году произведён в поручики. В 1891 году прикомандирован в 3-й военно-телеграфный парк для обучения телеграфному делу и фехтованию. В 1892 году произведён в штабс-ротмистры и командирован в кадр № 1 гвардейского кавалерийского запаса. В 1893 году назначен заведующим полковой телеграфной станцией и учебной командой.
14 мая 1896 года на коронации императора Николая II был его одним из двух кавалергардов ассистентов (в паре с бароном Карлом Маннергеймом). В процессии шёл по правую сторону от императора.
С 9 (21) июня 1896 года по 8 (21) мая 1900 года командовал лейб-эскадроном, а затем по 8 (21) августа 1902 года заведовал разведчиками полка. В 1898 году произведён в ротмистры. 8 (21) августа 1902 года сначала назначен ординарцем, а затем (10 (23) ноября 1902) адъютантом к главнокомандующему войсками гвардии и Санкт-Петербургского военного округа, великому князю Владимиру Александровичу. 28 марта (10 апреля) 1904 года произведён в полковники. 26 октября (8 ноября) 1905 великий князь ушёл в отставку с поста главнокомандующего, однако фон Кнорринг остался в должности его личного адъютанта.
С 4 (17) мая 1909 до 10 (23) апреля 1916 года имел звание «в должности шталмейстера двора великой княгини Марии Павловны». 18 апреля (1 мая) 1910 года произведён в генерал-майоры. 10 (23) апреля 1916 за отличие произведён в генерал-лейтенанты. После революции в эмиграции во Франции. Жил в Русском доме в Сент-Женевьев-де-Буа, где и скончался 20 октября 1938 года, похоронен на местном кладбище.

## Награды

### Российские ордена
- Орден Святой Анны 3-й ст. (1897);
- Орден Св. Станислава 2-й ст. (1901);
- Орден Святой Анны 2-й ст. (1905);
- Орден Святого Владимира 4-й ст. (1907);
- Орден Святого Владимира 3-й ст. (1912);
- Орден Святого Станислава 1-й ст. (1915).

### Иностранные ордена
- Орден Звезды Румынии командорского креста.

### Медали и знаки
- Медаль «В память коронации императора Александра III» (1883)
- Медаль «В память царствования императора Александра III» (1896)
- Медаль «В память коронации Императора Николая II» (1896)
- Медаль «В память 300-летия царствования дома Романовых» (1913)
- Знак Пажеского корпуса
- Знак в память 200-летия г. Царского Села.